# Viggianello
För andra betydelser, se Viggianello (olika betydelser).
Viggianello är en kommun i departementet Corse-du-Sud på ön Korsika i Frankrike. Kommunen ligger  i kantonen Olmeto som tillhör arrondissementet Sartène. År 2022 hade Viggianello 890 invånare.

## Befolkningsutveckling
Antalet invånare i kommunen Viggianello
Referens:INSEE